# Form (Biologie)
Form ist ein Fachausdruck der biologischen Systematik; er wird jedoch in den biologischen Fachgebieten Botanik und Zoologie sehr unterschiedlich verwendet.

## Botanik
In der botanischen Systematik ist Form eine Rangstufe unterhalb der Art, beziehungsweise als Taxon eine umschriebene Gruppe von Lebewesen auf dieser Rangstufe. In absteigender Rangfolge systematischer Einheiten folgt nach Art, Unterart und Varietät die Form; darunter liegt die Abstufung Unterform. Die Abkürzung für Form ist f. (von lateinisch forma); die Abkürzung für Unterform ist subf. (von lateinisch subforma).
Die Bezeichnung Form ist in der Botanik heute wenig gebräuchlich; sie wird zumeist – anders als in den Regeln der botanischen Nomenklatur definiert – im Handel und von Sammlern gebraucht, um visuelle Abweichungen zu kennzeichnen, so z. B. besondere Farbschläge wie panaschierte Blätter.

## Zoologie
In der Zoologie wird die Bezeichnung Form von den Nomenklaturregeln nicht erfasst. Sie wird aber, auch in wissenschaftlichen Veröffentlichungen, verwendet, um vom Typus abweichende Varianten zu kennzeichnen, zum Beispiel Farbmorphen. So wird z. B. die dunkle Variante des Birkenspanners als Biston betularia forma carbonaria bezeichnet, die abweichend gefärbte Sommergeneration des Landkärtchens als Araschnia levana forma prorsa. Die langflügelige Variante einer Käferart mit ansonsten verkürzten Hinterflügeln wird oft als „forma macroptera“ bezeichnet. Forma wird dabei – wie in der Botanik – häufig abgekürzt als „f.“ Formen sind häufig nach einem einzigen Merkmal abgegrenzte Gruppen. Sie können, müssen aber nicht unbedingt eine Abstammungsgemeinschaft beziehungsweise ein Taxon bilden, doch kann das unterschiedliche Merkmal zum Beispiel ökologisch bedeutungsvoll sein.
Früher verwendeten Zoologen zahlreiche weitere Begriffe, um Varianten innerhalb von Arten zu beschreiben. Sie unterschieden dabei teilweise Aberrationen oder Morphen (individuelle Abweichungen), Varietäten und Formen (systematische Abweichungen). Vor 1960 konnten Varietäten (var.) oder Formen (f.) als gleichrangig mit Unterarten betrachtet werden, als solche beschriebene Taxa sind also „gültig“ beschrieben und die dafür eingeführten Namen nomenklatorisch „verfügbar“, wenn die entsprechenden Sippen später in den Rang von Unterarten oder Arten erhoben worden sind oder noch werden. Dies gilt aber nur dann, wenn der Autor sie nicht ausdrücklich als unterhalb einer Unterart stehend definiert hat.

### Haustiere als Form
Während regionale Populationen von Wildtieren, die sich in verschiedenen Merkmalen unterscheiden, als Unterarten gekennzeichnet werden, stellt der Lebensraum von Haustieren kein geografisch einheitliches Gebiet dar. Die Kriterien für die Gliederungen von Unterarten können hier also nicht angewendet werden. Haustiere sind als eine Untereinheit einer Wildform aufzufassen, die nicht den Rang einer Unterart erreicht. Auf internationalen Zoologenkongressen wurde daher festgelegt, die Haustiere aus der zoologischen Systematik herauszunehmen. Haustiere werden in der zoologischen Systematik als „forma“ der Wildarten bezeichnet. Beispielsweise erhält der Haushund als domestizierte Form des Wolfs (Canis lupus) die Bezeichnung Canis lupus forma familiaris.